# Анисимкова, Маргарита Кузьминична
Маргарита Кузьминична Анисимкова (20 апреля 1928 — 15 мая 2013) — советский и российский писатель. Член Союза писателей СССР с 1985 года и России. Член Союза журналистов СССР. Лауреат премии имени Д. Н. Мамина-Сибиряка (2008), лауреат международной литературной премии «Югра» (2010). Почётный гражданин города Нижневартовска, Ивделя и Ханты-Мансийского автономного округа.

## Биография
Родилась в Ивделе Сведловской области 20 апреля в 1928 году в многодетной семье заготовщика леса. Детство прошло в годы Великой Отечественной войны. Её первые литературные произведения, стихи, были опубликованы в школьной газете, также были напечатаны в городской газете.
Завершила обучение в Свердловском государственном педагогическом институте в 1948 году. Трудоустроилась учителем начальных классов, затем была переведена на должность директора Дома пионеров, некоторый период заведовала отделом культуры Ивдельского горисполкома. В 1960 году в Ивделе вышла в свет её первая книга — «Мансийские сказы». Это издание было отмечено специальным дипломом Лондонской книжной ярмарки.
С 1963 года стала проживать в Ханты-Мансийском автономном округе. Была направлена на работу, заведующей отделом культуры Ханты-Мансийского национального округа. Здесь она трудилась и заведующей отделом писем окружной газеты «Ленинская правда», и руководила отделом культуры окружного исполкома, и преподавала географию в Ханты-Мансийском национальном педагогическом училище. С 1968 года стала работать редактором Ханты-Мансийской студии телевидения. Была ведущей телевизионных журналов «Вы нам писали», «Большая нефть Сибири», «Мальчиш Кибальчиш». За время работы в Ханты-Мансийске были изданы еще две книги мансийских сказок в 1965 году «Оленья долина» и в 1973 году «Танья-богатырь».
В 1974 году была направлена на работу в Нижневартовск, в партком вышкомонтажного управления № 1 «Нижневартовскнефтегаза». Благодаря этой активной работе в свет вышла повесть «Лицом к ветрам».
В 2013 году, к юбилею писательницы, было издано собрание сочинений Маргариты Анисимковой в шести томах.
Проживала в Нижневартовске, писала прозаические произведения. Умерла 15 мая 2013 года.

## Награды и премии
- Медаль «За доблестный труд в Великой Отечественной войне 1941—1945 годов»,
- знак министерства культуры Российской Федерации «За достижения в культуре»,
- диплом и памятная медаль Фонда светлейшего князя Александра Меншикова III степени,
- лауреат премии губернатора Ханты-Мансийского автономного округа в области литературы 2000 года за роман «Наледь»,
- лауреат премии имени Д. Н. Мамина-Сибиряка (2008)
- лауреат международной премии «Югра» за вклад в развитие традиций русского исторического романа (2010),
- лауреат литературной премии Уральского федерального окуга за историческую прозу в специальной номинации «За вклад в литературу Урала и Сибири» (2012).

- Почётный гражданин города Ивдель (2007),
- почетный гражданин города Нижневартовска (1997),
- почётный гражданин Ханты-Мансийского автономного округа,
- заслуженный работник культуры Российской Федерации (1997),
- заслуженный деятель культуры Ханты-Мансийского автономного округа (2000).

## Память
- Центральная городская библиотека Нижневартовска носит имя писательницы;
- Одна из улиц города Нижневартовска также носит имя Маргариты Анисимковой.
- Городская библиотека имени М.К. Анисимковой г. Ивдель, ул. А. Ворошилова, д. 8а